# Stanley A. McChrystal

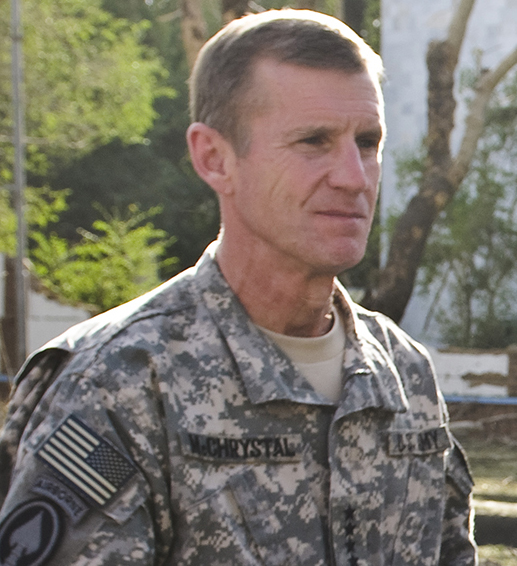
General Stanley A. McChrystal, 2009

Stanley Allen McChrystal (* 14. August 1954 in Fort Leavenworth, Kansas) ist ein ehemaliger General der US Army. Er war vom 15. Juni 2009 bis zum 23. Juni 2010 Kommandeur der ISAF in Afghanistan sowie der US Forces Afghanistan. Von diesem Posten musste er nach offener Kritik an der US-Regierung zurücktreten. Zuvor war er u. a. vom Mai 2003 bis zum Juni 2008 Kommandeur des Joint Special Operations Command (JSOC) und führte damit einen Großteil der Operationen von Spezialtruppen im Irak und in Afghanistan.

## Familie
McChrystal ist Spross einer Offiziersfamilie. Sein Vater, Major General Herbert J. McChrystal, Jr., diente während der US-Besatzung nach dem Zweiten Weltkrieg in Deutschland und später im Pentagon. Stanley McChrystal war das vierte Kind der Familie, die insgesamt fünf Jungen und ein Mädchen hervorgebracht hat. Sie alle dienen in den US-Streitkräften oder haben Soldaten geheiratet.

## Militärische Laufbahn

### Ausbildung
Nach der Ausbildung zum Offizier und dem Studium an der Militärakademie West Point erhielt McChrystal am 2. Juni 1976 sein Offizierspatent als Second Lieutenant. Vom November 1976 bis zum Februar 1978 war er als Zugführer eines Waffenplatoons in der C-Kompanie, 1. Bataillon, 504. Fallschirmjägerregiment, der 82. US-Luftlandedivision in Fort Bragg, North Carolina, eingesetzt. Vom Februar bis Juli 1978 kommandierte er einen Schützenzug in derselben Kompanie und erhielt währenddessen am 2. Juni 1978 seine Beförderung zum First Lieutenant. Danach übernahm er vom Juli bis zum November desselben Jahres den Posten des Executive Officers der Kompanie. Vom November 1978 bis zum April 1979 folgte eine Weiterbildung in Form des Special Forces Officers Course an der Special Forces School in Fort Bragg. Im Anschluss daran übernahm McChrystal ebenfalls in Fort Bragg bis zum Juni 1980 ein A-Team in der A-Kompanie, 1. Bataillon, der 7th Special Forces Group (Airborne). Nach diesem Kommando wurde er in den US-Bundesstaat Georgia nach Fort Benning versetzt und absolvierte dort vom Juni 1980 bis zum Februar 1981 den Infantry Officer Advanced Course an der US Army Infantry School. Während dieser Zeit erfolgte am 1. August 1980 die Beförderung zum Captain.
Vom Februar 1981 bis zum März 1982 folgte eine Auslandsverwendung in Südkorea als Nachrichtendienst- und Operationsoffizier (S-2/S-3 bei der United Nations Command Support Group-Joint Security Area, Korea). In den Vereinigten Staaten wurde McChrystal abermals nach Georgia, diesmal nach Fort Stewart, versetzt und diente dort bis zum November 1982 als Ausbildungsoffizier in der A-Kompanie des dortigen Hauptquartiers. Danach übernahm er bis zum September 1984 die A-Kompanie, 3. Bataillon, 19. US-Infanterieregiment, der 24. US-Infanteriedivision. Im September 1984 übernahm er ein Jahr lang den Posten des Operationsoffiziers (S-3) des 3. Bataillons und wurde anschließend bis zum Januar 1986 als Verbindungsoffizier des 3. Bataillons, 75th Ranger Regiment, nach Fort Benning versetzt. Im Januar 1986 übernahm McChrystal die A-Kompanie des Bataillons und kommandierte diese bis zum Mai 1987, um anschließend bis zum April 1988 wieder den Posten des Verbindungsoffiziers des Bataillons zu übernehmen. In dieser Zeit erfolgte am 1. Juli 1987 die Beförderung zum Major.

### Dienst als Stabsoffizier
Vom April 1988 bis zum Juni 1989 war McChrystal als Operationsoffizier (S-3) des Bataillons eingesetzt. Im Juni 1989 verließ er Fort Benning und absolvierte vom Juni 1989 bis zum Juni 1990 das US Naval War College in Newport, Rhode Island. Vom Juni 1990 bis zum April 1993 diente er als Army Special Operations Action Officer in der Operationsabteilung des Stabes des US Joint Special Operations Command in Fort Bragg. Während dieser Zeit nahm er an den Operationen Desert Shield/Storm teil und wurde zum 1. September 1992 zum Lieutenant Colonel befördert. Im Anschluss daran übernahm er vom April 1993 bis zum November 1994 wieder ein Truppenkommando, diesmal das 2. Bataillon, 504. Fallschirmjägerregiment der 82. US-Luftlandedivision in Fort Bragg. Nach dieser Verwendung wurde McChrystal im November 1994 nach Fort Lewis, Washington versetzt und kommandierte dort bis zum Juni 1996 das 2. Bataillon des 75th Ranger Regiment. 1996 wurde er wieder an die Ostküste der Vereinigten Staaten versetzt und war vom Juni 1996 bis zum Juni 1997 Wissenschaftlicher Mitarbeiter (Senior Service Fellow) an der Harvard Kennedy School der Harvard University. Während dieser Verwendung wurde er am 1. September 1996 zum Colonel befördert. Im Juni 1997 kehrte McChrystal nach Fort Benning zurück und übernahm dort das Kommando über das 75th Ranger Regiment und führte dies bis zum August 1999. Anschließend war er vom August 1999 bis zum Juni 2000 als militärischer Mitarbeiter (Military Fellow) beim Council on Foreign Relations in New York City eingesetzt.

### Dienst als General

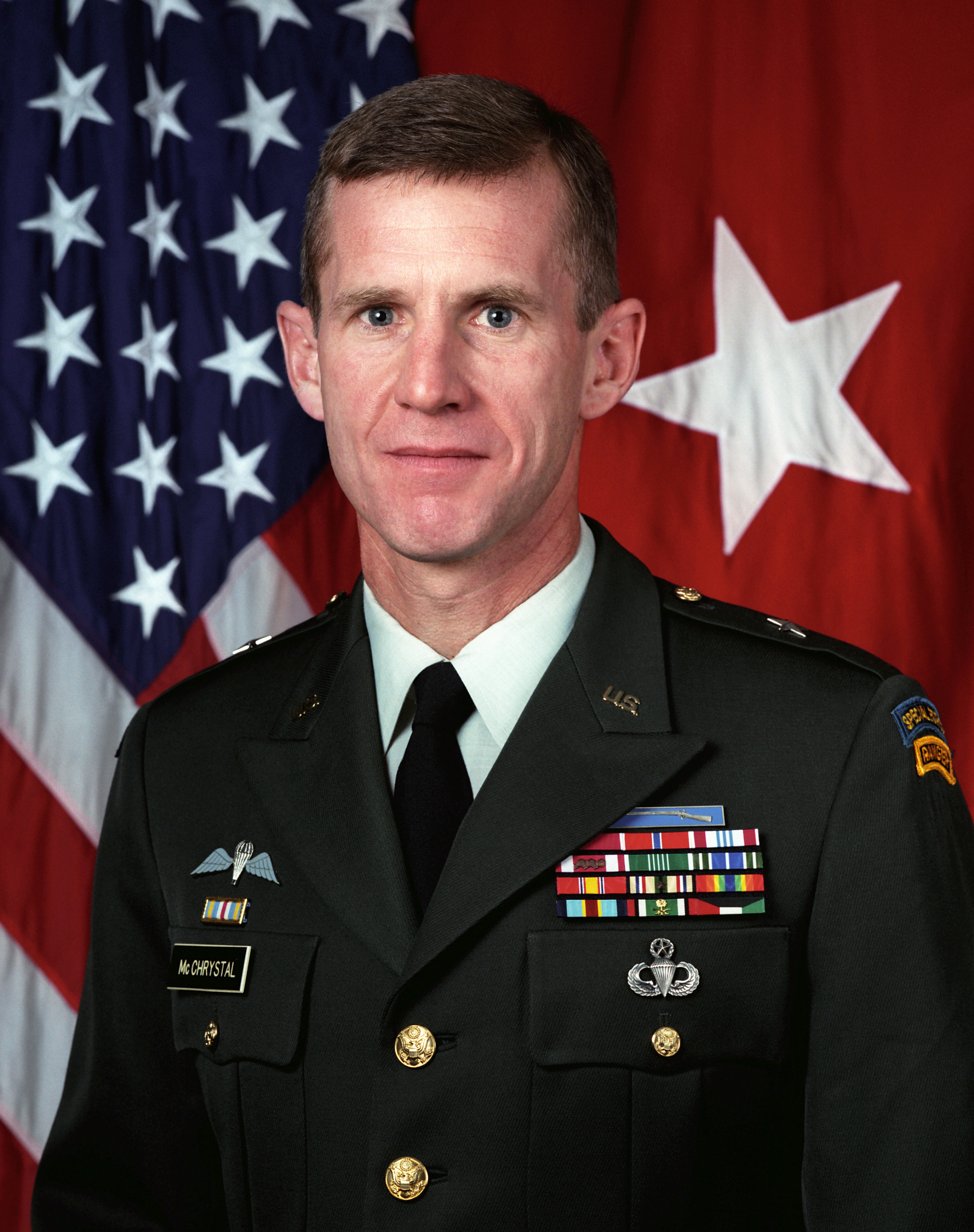
Brigadier General Stanley A. McChrystal

Vom Juni 2000 bis zum Juni 2001 diente McChrystal, per 1. Januar 2001 zum Brigadier General ernannt, als assistierender Divisionskommandeur für Operationen bei der 82. US-Luftlandedivision in Fort Bragg und führte in dieser Funktion auch das Kommando über die Combined Joint Task Force Kuwait im Camp Doha in Kuwait. Im Anschluss daran diente er in Fort Bragg vom Juni 2001 bis zum Juli 2002 als Stabschef des übergeordneten XVIII. US-Luftlandekorps und war in dieser Verwendung während der Operation Enduring Freedom in Afghanistan Stabschef der Combined Joint Task Force 180 unter dem Kommando von Dan K. McNeill. Zurück in den Vereinigten Staaten war McChrystal vom Juli 2002 bis zum September 2003 unter Norton A. Schwartz Vizedirektor für Operationen (J-3) im Joint Staff.

#### JSOC-Kommandeur
Im September 2003 übernahm er als Kommandierender General das Kommando über das Joint Special Operations Command (JSOC) in Fort Bragg und führte dies fünf Jahre lang bis zum August 2008. In dieser Zeit wurde er am 1. Mai 2004 zum Major General ernannt. Ab Februar 2006 kommandierte McChrystal zusätzlich die Sondereinsätze des US Central Command (CENTCOM) im Irak und erhielt dazu am 16. Februar 2006 seinen dritten Stern als Lieutenant General. Als Kommandeur eigentlich in Fort Bragg stationiert, verbrachte McChrystal den Hauptteil seiner Zeit in Afghanistan, im vorgelagerten CENTCOM-Hauptquartier in Katar und im Irak. Unter seinem Kommando nahmen JSOC-Truppen im Dezember 2003 den damaligen Diktator Saddam Hussein gefangen und töteten mit Hilfe der US Air Force im Juni 2006 den Anführer der Al-Qaida im Irak, Abu Musab az-Zarqawi. Bis zum Tode Zarqawis im Juni 2006 war McChrystal der Öffentlichkeit weitgehend unbekannt. Nachdem jedoch McChrystals Truppen Zarqawi lokalisiert und einen Luftschlag angefordert hatten, der ihn schlussendlich tötete, begleitete McChrystal die Männer der Task Force 6-26 zum ausgebombten Unterschlupf Zarqawis um ihn persönlich zu identifizieren. Davon beeindruckt brach US-Präsident George W. Bush eine ungeschriebene Regel und lobte das JSOC-Team (TF 6-26) und deren Kommandeur McChrystal namentlich in der Öffentlichkeit. Die Task Force 6-26 war zuvor schon öffentlich in Erscheinung getreten. Nachdem im April 2004 der Abu-Ghuraib-Folterskandal öffentlich geworden war, wurden Angehörige der Task Force rüder Verhörmethoden bis hin zur Folter von Gefangenen in Camp Nama verdächtigt. 34 Mitglieder der Task Force erhielten Disziplinarstrafen und fünf US Army Rangers wurden wegen Gefangenenmisshandlung in Camp Nama verurteilt.
Ebenfalls öffentlich kritisiert wurde McChrystal für seine Rolle im Nachgang des Todes des Ex-Profifootballers und Army-Rangers Pat Tillman 2004, der von eigenem Feuer getötet wurde. McChrystal genehmigte dennoch die postume Verleihung eines Silver Stars an Tillman mit der Formulierung, Tillman sei „unter verheerendem feindlichen Feuer“ umgekommen (in the line of devastating enemy fire). Am Tag nach der Würdigung sandte McChrystal ein dringliches Memo an hohe Regierungsstellen mit der Warnung, dieses Zitat nicht in öffentlichen Reden zu verwenden, da nicht klar sei, ob Tillman womöglich unter eigenem Feuer gestorben sei. McChrystal war einer von acht Offizieren, für die nach einer Untersuchung des Verteidigungsministeriums Disziplinarstrafen empfohlen wurden. Derartige Strafen wurden jedoch nicht gegen ihn verhängt.
Nach einem Bericht der Washington Post von Bob Woodward begann im Frühling 2007 JSOC zusammen mit US-Nachrichtendiensten im Irak eine Reihe von verdeckten Operationen, die zusammen mit der Truppenaufstockung und Strategieveränderung (surge, Aufstandsbekämpfung, FM 3-24 Counterinsurgency) unter dem neuen Kommandeur der Multi-National Force Iraq, General David Petraeus, wirken sollten. Laut Woodwards Bericht etablierte McChrystal dabei eine Art zusammenhängender Kriegführung (collaborative warfare), um sich dabei einer breiten Palette von Möglichkeiten zu bedienen, von Abhörmaßnahmen bis hin zu persönlich erworbenen Geheimdienstinformationen, um Aufständische aufzuspüren und zu töten.

#### Direktor des Joint Staff

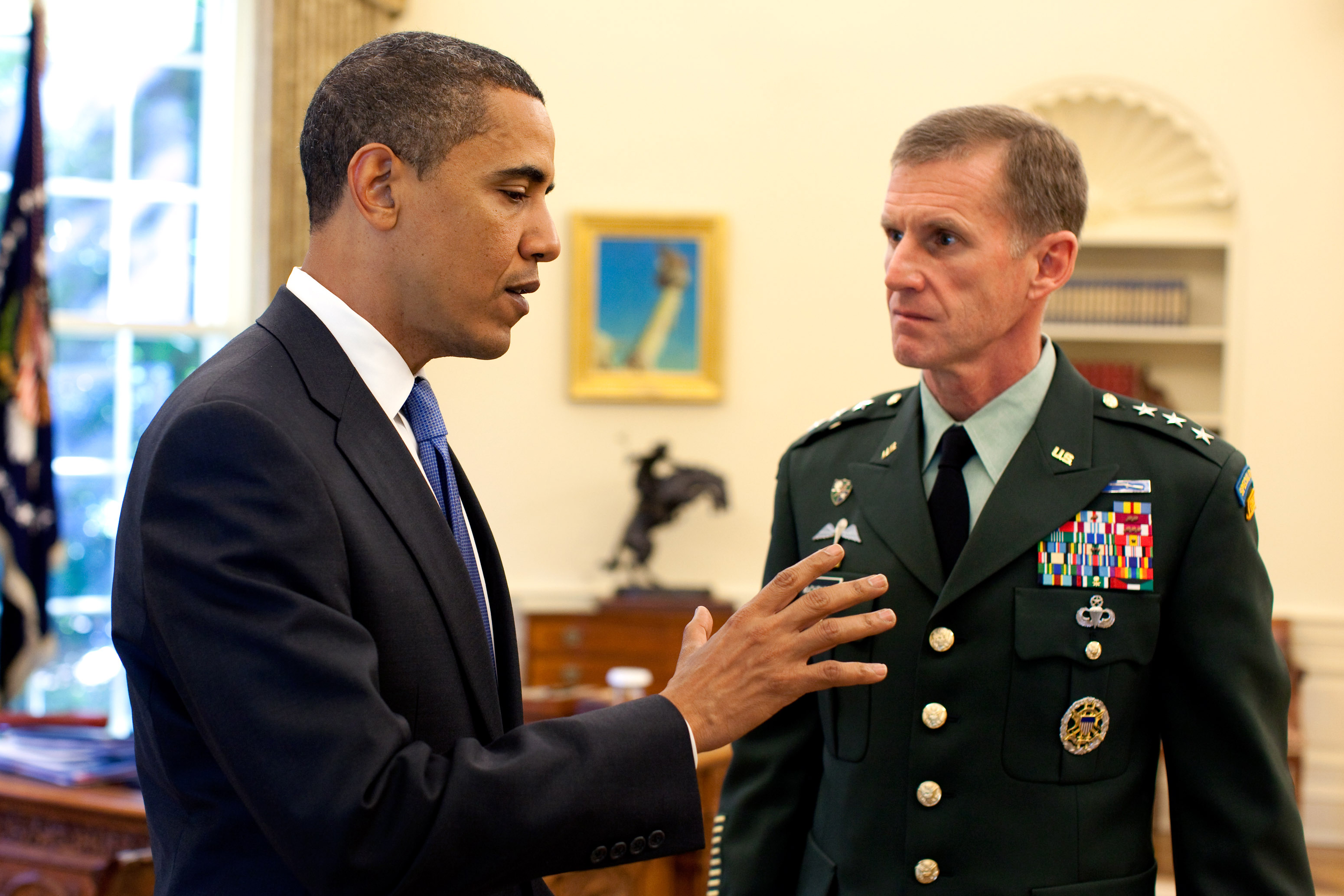
McChrystal mit US-Präsident Barack Obama, Mai 2009

McChrystal galt 2007 als möglicher Nachfolger von Bryan D. Brown als Kommandeur des US Special Operations Command und 2008 als potenzieller Nachfolger von General David Petraeus als Kommandeur der Multi-National Force Iraq bzw. als Nachfolger von Admiral William J. Fallon auf dem Posten des Kommandeurs des US Central Command. Stattdessen wurde er am 25. Februar 2008 für den Posten des Direktors des Joint Staff nominiert. Obwohl eigentlich eine Routineangelegenheit, wurde McChrystals Nominierung von Mitgliedern des Senate Armed Services Committee auf die lange Bank geschoben, da sie mehr Informationen über die Misshandlungen Gefangener unter McChrystals Kommando im Irak und Afghanistan sowie zum Fall Pat Tillman erhalten wollten. Schlussendlich wurde die Nominierung jedoch bestätigt und McChrystal übergab am 13. Juni 2008 das Kommando des JSOC an Vice Admiral William H. McRaven und übernahm im August 2008 schließlich den neuen Posten im Pentagon, wo er das Kommando über 1.200 Stabsangehörige führte. Diesen Posten bekleidete er bis zum Juni 2009.

#### ISAF-Kommandeur

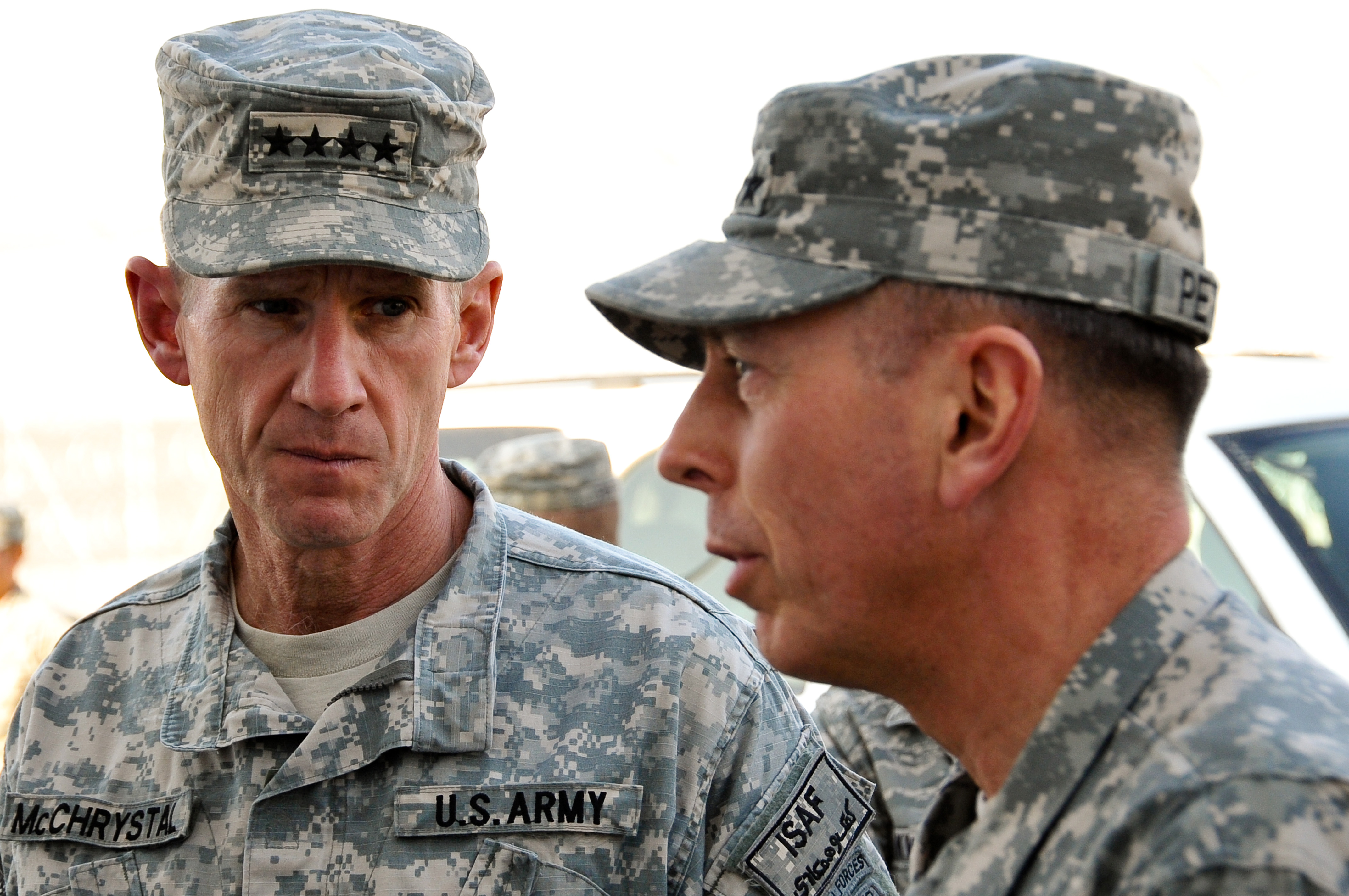
Generale McChrystal und Petraeus, Bagram Air Base, Afghanistan (2009)

Im Mai 2009 wurde bekannt, dass McChrystal von David D. McKiernan den Posten des Kommandeurs der ISAF und zugleich die US Forces Afghanistan übernehmen sollte. Über die genauen Gründe der schnellen Ablösung von McKiernan nach nur einem Jahr als Kommandeur herrschte Unklarheit. Es wurde vermutet, dass ebenso wie im Irak 2007 in Afghanistan ein Kurswechsel in der Aufstandsbekämpfung stattfinden soll und McKiernan, der während des Irakkrieges 2003 alle Bodenoperationen geleitet hatte, dazu nicht der beste Mann sei.
Nach der Kommandoübernahme der beiden Posten in Afghanistan und der Beförderung zum General sollte McChrystal nach 60 Tagen umfassende Änderungen in der ISAF-Kommandostruktur vornehmen. McChrystal nahm Lieutenant General David M. Rodriguez, bis dahin Senior Military Assistant von US-Verteidigungsminister Robert Gates, als seinen Stellvertreter mit nach Afghanistan. Rodriguez hatte zuvor schon von 2006 bis 2008 das Kommando über die 82. US-Luftlandedivision inne und war mit dieser auch in Afghanistan als US-Regionalkommandeur Ost (RC-E) der ISAF eingesetzt. In Afghanistan bildete Rodriguez unter McChrystal und seinem britischen ISAF-Stellvertreter innerhalb des ISAF-Hauptquartiers eine operative Kommandoebene, die das „Tagesgeschäft“ führt. Diese Änderungen sollten dazu dienen, dass sich McChrystal besser auf die größere strategische Planung konzentrieren konnte. Die erweiterte Kommandostruktur hatten die US-Streitkräfte bereits bei den Multi-National Force Iraq erprobt.
Zudem hatte McChrystal sehr viel Freiraum bei der Auswahl seines Stabes. So nahm er neben Rodriguez auch den Chefberater für Nachrichtendienste im Joint Staff, Major General Michael T. Flynn, der zuvor schon beim JSOC als nachrichtendienstlicher Abteilungsleiter (G2) unter McChrystal diente, und den erfahrenen Offizier für Spezialoperationen Brigadier General Scott Miller als Koordinator der Pakistan-Afghanistan-Operationen mit nach Kabul.
Den Wechsel in der US-Außenpolitik unter dem 2009 angetretenen US-Präsidenten Barack Obama vom Irak als Hauptkriegsschauplatz hin zum Operationsgebiet Pakistan-Afghanistan verdeutlicht u. a. folgender Ausspruch des Vorsitzenden der Joint Chiefs of Staff Admiral Michael G. Mullen: „he could have his pick from the Joint Staff. His job, the mission he’s going to command, is that important. Afghanistan is the main effort right now“. (dt. „Er kann seine (Personal-)Auswahl aus dem Joint Staff haben. Sein Job, die Mission, die er kommandieren soll, ist so wichtig. Afghanistan ist jetzt der Schwerpunkt.“)
Eine weitere Neuerung war die Besetzung des Postens des Direktors für Kommunikation. Rear Admiral Gregory J. Smith, der bereits im Irak unter General David Petraeus als Direktor für Kommunikation und Sprecher der Multi-National Force Iraq gedient hatte, soll seine Pensionierung, die für den Sommer 2009 angesetzt war, auf persönliche Bitte von Admiral Mullen aussetzen und in selbiger Position für McChrystal arbeiten.
Am 15. Juni 2009 wurde McChrystal in Kabul schließlich Kommandeur aller Truppen in Afghanistan.

#### Entlassung
Am 22. Juni 2010 erschien im US-Magazin „Rolling Stone“ die sechsseitige Reportage „The Runaway General“. Darin beschrieb der investigative Journalist Michael Hastings, wie McChrystal und sein Stab über US-Präsident Barack Obama fluchten, wie sie US-Vizepräsident Joe Biden verhöhnten und abschätzige Äußerungen über den US-Botschafter in Kabul Karl Eikenberry, den Sonderbeauftragten für Afghanistan Richard Holbrooke, den US-Sicherheitsberater James L. Jones und viele andere machten. Nach § 888 des Uniform Code of Military Justice sind „abschätzige Äußerungen“ strafbar. Nur Stunden nachdem die Reportage veröffentlicht wurde, ließ Präsident Obama den General nach Washington einfliegen. McChrystal trat daraufhin zurück.
Das Kommando über die US-Truppen in Afghanistan sowie die ISAF übernahm McChrystals bisheriger US-Vorgesetzter, David Petraeus. McChrystal selbst wurde am 23. Juli 2010 in den Ruhestand verabschiedet.
Tatsächlich durfte McChrystal seinen 4-Sterne-Rang im Ruhestand behalten, obwohl er ihn noch nicht die erforderlichen drei Jahre innehatte. Eine Untersuchung des Pentagon-Generalinspekteurs befragte Zeugen und kam zu dem Schluss, dass der Rolling Stone Zitate und Ereignisse falsch oder ungenau wiedergegeben hätte. Schon vor Bekanntwerden dieses Ergebnisses hatte das Weiße Haus Gen. McChrystal mit der Leitung einer Initiative zur Unterstützung von Militärangehörigen betraut.
2017 wurde die Hauptfigur im Film War Machine ihm nachempfunden.

### Akademische Ausbildung
McChrystal hat einen Bachelor of Science der US Military Academy in West Point, einen Master of Arts in Nationalen Sicherheits- und Strategiestudien des Naval War College und einen Master of Science in Internationalen Beziehungen der Salve Regina University. Zudem spricht er Spanisch.

## Auszeichnungen

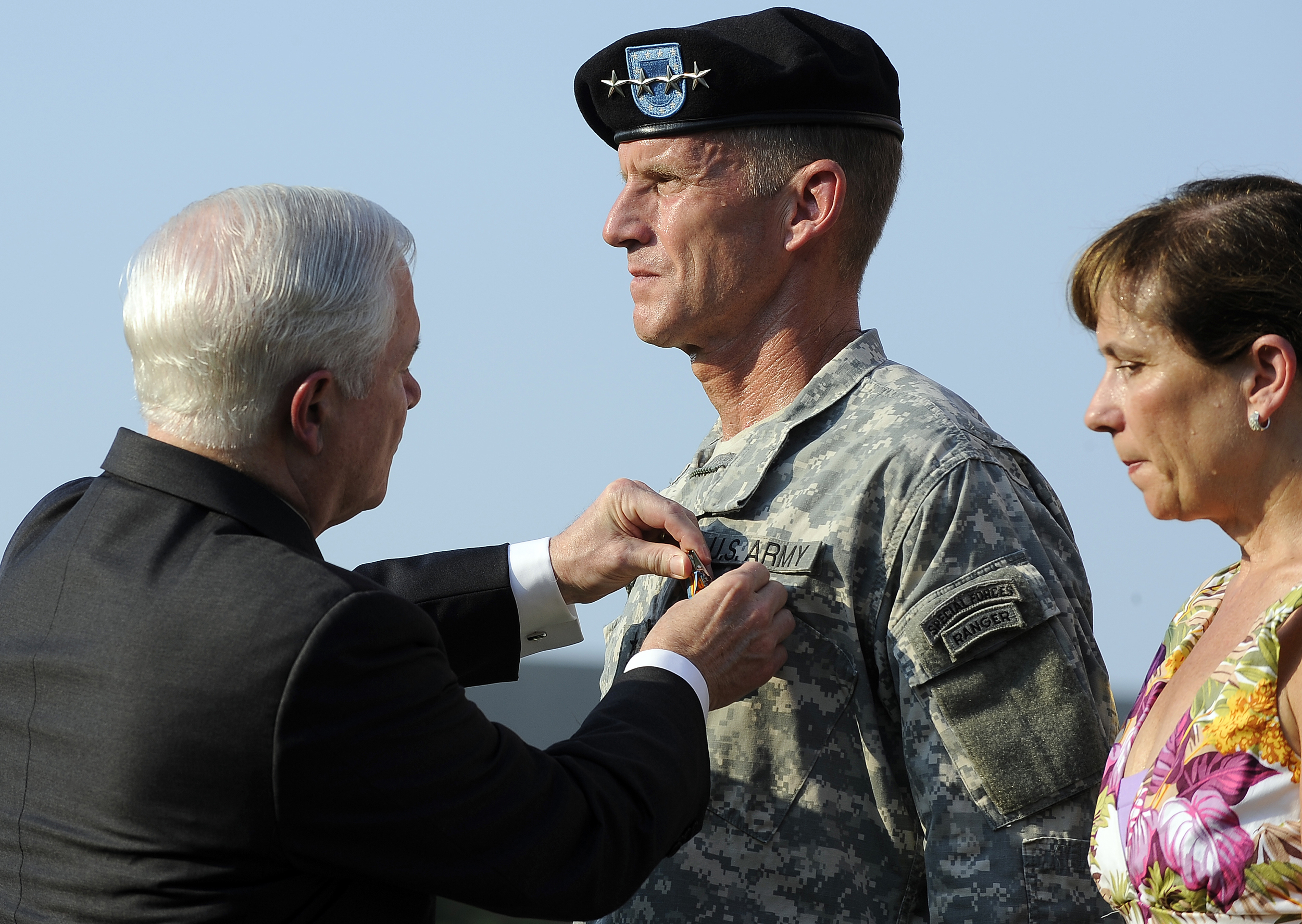
McChrystal bekommt im Rahmen seiner Abschiedsfeier am 23. Juli 2010 von Verteidigungsminister Robert Gates die Defense Distinguished Service Medal verliehen

Auswahl der Dekorationen, sortiert in Anlehnung der Order of Precedence of Military Awards:
- Defense Distinguished Service Medal (2 ×)
- Army Distinguished Service Medal
- Defense Superior Service Medal (2 ×)
- Legion of Merit (3 ×)
- Bronze Star
- Defense Meritorious Service Medal
- Meritorious Service Medal (4 ×)
- Army Commendation Medal
- Army Achievement Medal
- National Defense Service Medal (2 ×)
- Southwest Asia Service Medal (3 ×)
- Afghanistan Campaign Medal
- Iraq Campaign Medal
- Global War on Terrorism Expeditionary Medal
- Global War on Terrorism Service Medal